# Paratop
Paratop, antydeterminanta – fragment przeciwciała wiążący się bezpośrednio z epitopem na danym antygenie. W cząsteczce immunoglobuliny największą zmienność wykazuje właśnie paratop i w związku z tym odpowiada za istnienie idiotypów.
Część zmienna każdego przeciwciała może zostać opisana jako sekwencja kolejnych fragmentów łańcucha polipeptydowego, ułożonych w kolejności:
FR1-CDR1-FR2-CDR2-FR3-CDR3-FR4
Fragmenty oznaczone symbolami „FR” (od ang. framework region) zwane są rejonami zrębowymi. Nie biorą one udziału w wiązaniu antygenu, a tylko tworzą rusztowanie, na którym oparte są na wiele bardziej istotnych fragmentach CDR (od ang. complementarity-determining region), czyli rejonach determinujących dopasowanie, nazywanych też rejonami hiperzmiennymi. Te ostatnie wykazują wybitną zmienność w sekwencji aminokwasów, dlatego występuje wiele wariantów przeciwciał, które z kolei mogą wiązać się z wieloma różnymi antygenami. W obrębie CDR zachodzą także hipermutacje warunkujące tak zwane dojrzewanie powinowactwa (stąd też wywodzi się nazwa „rejony hiperzmienne”).
Paratop jest zbudowany z dwóch części, z których jedna pochodzi od części zmiennej łańcucha lekkiego, druga zaś od części zmiennej łańcucha ciężkiego. Rejony hiperzmienne wypętlają się i mają możliwość wiązania się z antygenem, rejony zrębowe natomiast łączą z sobą kolejne pętle CDR.